# 阿聰師 (公司)
阿聰師，阿聰師的糕餅主意為台灣的一個糕餅品牌，以芋頭酥最為有名。

## 簡介
台中大甲芋頭聞名全台，大甲更是主要產地，芋頭酥之父阿聰師就打造阿聰師芋頭文化館，成立觀光工廠，要全力拼台中海線觀光，也在中秋節前結合糕餅文化，讓民眾DIY製作月餅。

## 外部連結
- 阿聰師糕餅隨意館: 台灣大甲芋頭酥創始人 （页面存档备份，存于）
- 沃農士食品股份有限公司 （页面存档备份，存于）
- 阿聰師糕餅隨意館臉書粉絲團 （页面存档备份，存于）
- 阿聰師芋頭文化館 - 觀光工廠臉書粉絲團 （页面存档备份，存于）

1. ↑  . 中時電子報.   [2017-03-01]. （原始内容存档于2019-06-28）.